# Soezemka
De Russische plaats Soezemka (Russisch: Суземка) is gelegen in de rayon Soezemski van de oblast Brjansk. Hemelsbreed ligt Soezemka op een afstand van 108 km van de regionale hoofdstad Brjansk.

## Algemene informatie
Soezemka ligt in een heuvelachtig en bosrijk gebied, in het stroomdal van de rivier Neroessa op enkele kilometers van de Oekraïense grens. Soezemka ligt bovendien in de nabijheid van Biosfeerreservaat Woud van Brjansk, een uitgestrekt bosgebied met een hoge biodiversiteit. De naam Soezemka is afgeleid van het oud-Russische woord "suzemje", wat refereert aan dichte, wilde oerbossen. In de middeleeuwen verscheen Soezemka op de oevers van een kleine rivier, toen het nog Boeda-Soezemka of Soezemka-Boeda werd genoemd. Wanneer de plaats precies Soezemka werd genoemd is niet bekend.

## Galerij

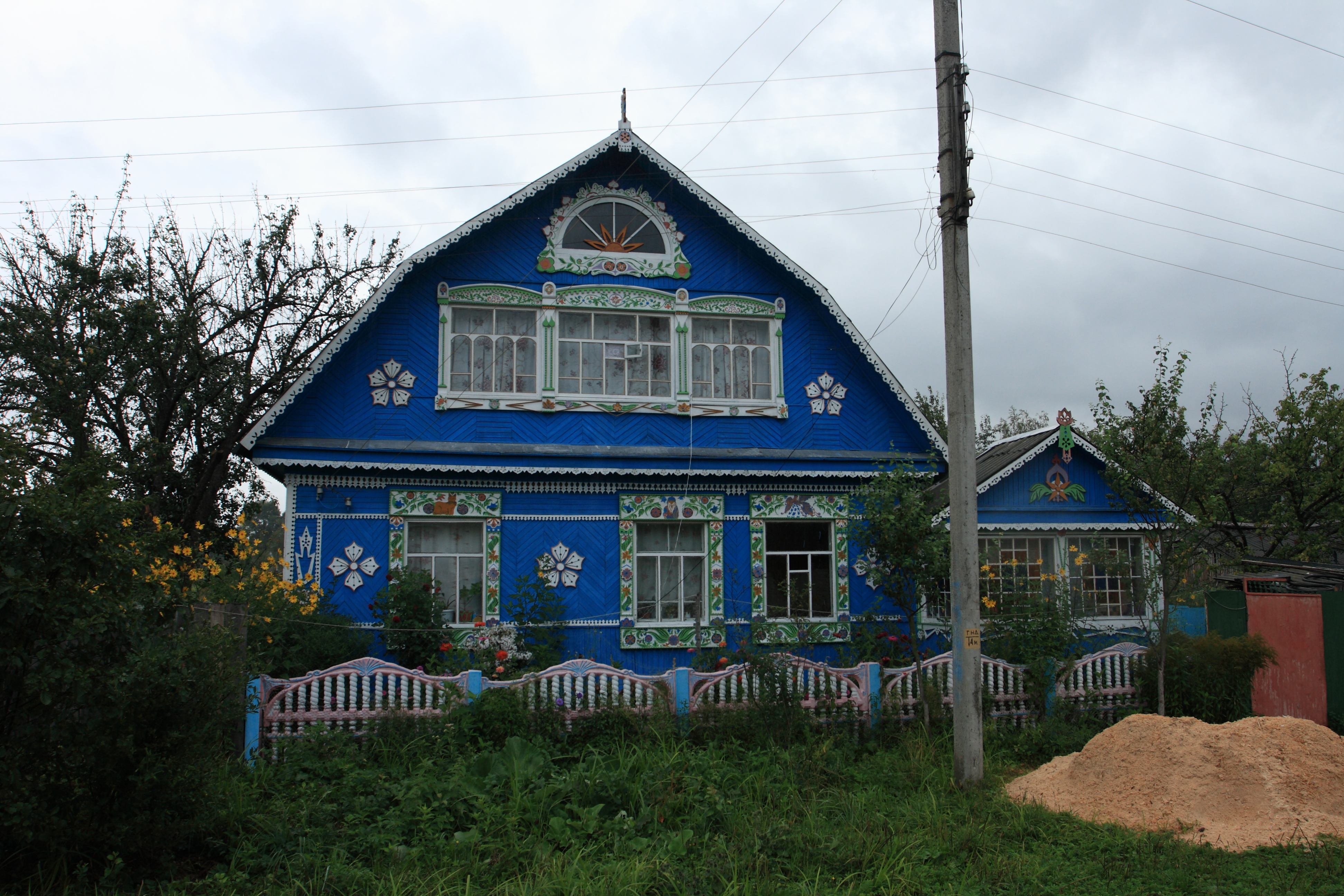
Houten huis met gesneden houten raamkozijnen en dakranden.
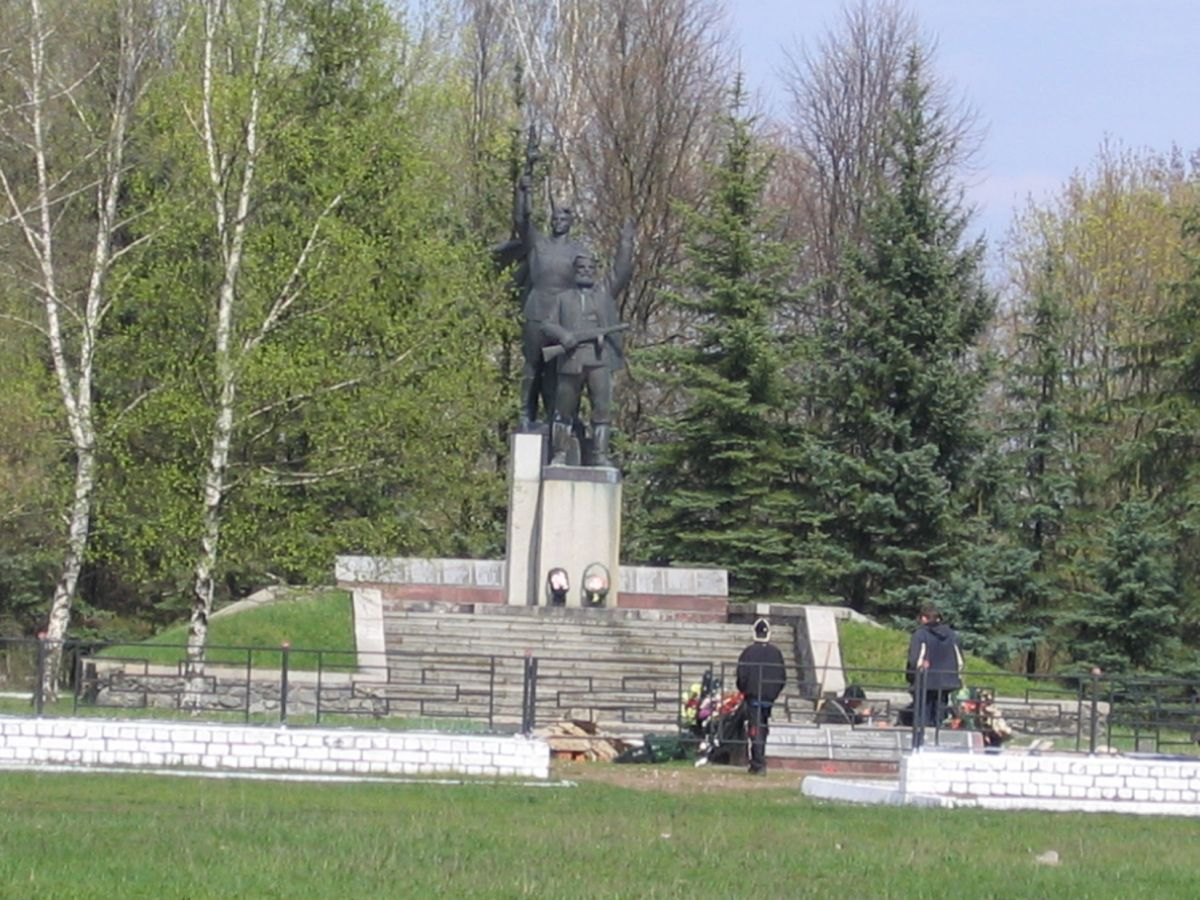
Herdenkingssteen voor de verzetsstrijders in de Tweede Wereldoorlog.